# Вдова Дракули
Вдова Дракули (англ. Dracula's Widow) — американський фільм жахів 1988 року режисера Крістофера Коппола.

## Сюжет
Кров їй до лиця. Музей воскових фігур, в якому виставлені найогидніші монстри і серійні вбивці, отримує з Румунії ящик з землею як експонат виставки присвяченої графу Дракулі. І похована в ньому вдова великого вампіра - Ванесса повертається до життя і починає свій кривавий бенкет на вулицях Лос-Анджелеса.